# Либа, Игор
Игор Либа (словац. Igor Liba, род. 4 ноября 1960, Прешов) — словацкий хоккеист, крайний нападающий. Чемпион мира 1985 года, серебряный призёр Олимпийских игр 1984 года и бронзовый призёр Олимпийских игр 1992 года.

## Карьера

### Клубная
Игор Либа начал свою карьеру в клубе «Кошице». С 1979 года играл в чемпионате Чехословакии за основную команду. В 1982 году на два года перешёл в армейскую команду «Дукла Йиглава», в составе которой стал чемпионом Чехословакии 1983 и 1984 годов. В 1984 году вернулся в «Кошице», где провёл следующие 4 сезона. В 1986 и 1988 годах выигрывал чехословацкий чемпионат с родным клубом. Летом 1988 года перебрался за океан. Отыграл один сезон в НХЛ за «Нью-Йорк Рейнджерс» и «Лос-Анджелес Кингз». В 1989 году снова вернулся в «Кошице». Через два года уехал за границу, играл в Италии, Финляндии, Австрии, в 2000 году вернулся домой, в Словакию. Завершил игровую карьеру в 2003 году. Его последним клубом был «Прешов». После окончания карьеры стал тренером. Работал с юниорской командой ХК «Кощице» и клубом «Бардейов».

### Сборная
С 1981 по 1992 год играл за сборную Чехословакии. Участник ЧМЕ 1982, 1983, 1985-1987, 1992 (58 матчей, 13 голов), ЗОИ 1984, 1988, 1992 (19 матчей, 9 голов), розыгрышей Кубка Канады (11 матчей, 2 гола) Был многократным призёром Олимпийских игр и чемпионатов мира. Главным успехом в карьере стала золотая медаль чемпионата мира 1985 года, проходившего в Чехословакии.
Также провёл 1 матч за сборную Словакии.

## Достижения

### Командные
- Чемпион мира 1985
- Чемпион Чехословакии 1983, 1984, 1986 и 1988
- Чемпион Словакии 1999
- Серебряный призёр Олимпийских игр 1984
- Серебряный призёр чемпионата мира 1982
- Серебряный призер чемпионата и Европы 1983
- Серебряный призер чемпионата Европы 1985, 1987
- Бронзовый призер чемпионата Европы 1982
- Серебряный призёр молодёжного чемпионата мира 1979
- Серебряный призёр чемпионата Чехословакии 1985
- Серебряный призёр чемпионата Словакии 1998
- Бронзовый призёр Олимпийских игр 1992
- Бронзовый призёр чемпионата мира 1987 и 1992

### Личные
- Лучший снайпер чемпионата Чехословакии 1982 (35 шайб)
- Лучший ассистент чемпионата Чехословакии 1986 (36 передач)
- Обладатель Золотой клюшки лучшему хоккеисту Чехословакии 1984

## Статистика
- Чемпионат Чехословакии — 447 игр, 466 очков (230+236)
- Сборная Чехословакии — 210 игр, 65 шайб
- Сборная Словакии — 1 игра
- НХЛ — 39 игр, 25 очков (7+18)
- Словацкая экстралига — 160 игр, 143 очка (55+88)
- Первая словацкая лига — 60 игр, 66 очков (26+40)
- Чемпионат Австрии — 63 игры, 87 очков (45+42)
- Вторая австрийская лига — 30 игр, 60 очков (24+36)
- Вторая финская лига — 48 игр, 60 очков (24+36)
- Чемпионат Италии — 22 игры, 54 очка (13+41)
- Национальная лига A Швейцарии — 21 игра, 22 очка (14+8)
- Кубок Шпенглера — 4 игры, 3 шайбы
- Всего за карьеру — 1105 игр, 506 шайб

## Семья
Сын Рихард Либа (род. 23.07.1987 г.) занимался хоккеем, играл в юниорских командах ХК «Кощице»